# Combichrist
I Combichrist sono un gruppo musicale Aggrotech norvegese, capitanato da Andy La Plegua (cantante anche degli Icon of Coil).

## Discografia
Album in studio
- 2003 - The Joy of Gunz
- 2005 - Everybody Hates You
- 2006 - What the Fuck Is Wrong with You People?
- 2009 - Today We Are All Demons
- 2010 - Making Monsters
- 2013 - No Redemption (Official DmC: Devil May Cry Soundtrack)
- 2014 - We Love You
- 2016 - This Is Where Death Begins
- 2019 - One Fire

EP
- 2003 - Kiss the Blade
- 2004 - Sex, Drogen und Industrial
- 2004 - Blut Royale
- 2004 - Get Your Body Beat
- 2011 - Throat Full Of Glass

## Compilation
- Extreme Jenseitshymnen Vol. 4
- Dark Awakening Vol. 4
- Awake the Machines Vol. 4
- 15 Minutes into the Future
- Industrial for the Masses Vol. 2
- Machineries of Joy
- Endzeit Bunkertracks|Endzeit Bunkertracks: Act I
- This Is... Techno Body Music (with the exclusive track "This is TBM")
- Industrial For The Masses Vol. 3
- Das Bunker: Fear of a Distorted Planet
- Pharmacy vol 3: Down With The Sickness

## Remix fatti dai Combichrist
- Agonoize - Chains of Love
- The Azoic - Conflict
- Hocico - Ruptura (Motherfucker 667 Remix)
- Icon of Coil - Android
- Icon of Coil - Regret
- Icon of Coil - Shelter
- I:Scintilla - Havestar
- Snakeskin - I Am the Dark (Electronoir Mix)
- Warren Suicide - Butcher Boy
- Mindless Self Indulgence - Straight to Video
- SSS - Demi God
- FGFC820 - Existence
- Interface - Faith in Nothing
- Dive vs. Diskonnekted - Do You Believe It
- Tamtrum - Abort the Pope
- W.A.S.T.E. - Shut Up and Bleed
- Angelspit - 100%
- Surgery - L'erba cattiva
- KMFDM - Tohuvabohu
- Julien-K - Systeme de sexe

## Remix di canzoni dei Combichrist fatti da altre band
- Kiss the Blade remixed by Soman
- Sex, Drogen, und Industrial remixed by Soman
- Sex, Drogen, und Industrial remixed by Lowtech
- Vater Unser remixed by Combicritters
- This Is My Rifle AK47 Mix by Controlled Collapse
- This Is My Rifle BFG Remix by Servo.Hatred
- This Is My Rifle Zyst3m 3rror Re.mix by ZyVar+2
- Get Your Body Beat remixed by KMFDM
- Get Your Body Beat remixed by Amduscia
- Get Your Body Beat remixed by Point 45
- Get Your Body Beat remixed by Manufactura
- Get Your Body Beat remixed by Spetsnaz
- Get Your Body Beat remixed by Sergio Mesa

## Formazione

### Live
- Andy LaPlegua - voce
- Joe Letz - batteria
- Z_marr - percussioni e tastiere
- Shaun F - percussioni e tastiere
- Abbey Nex - chitarra

## Band attinenti
- DRIVE
- Icon of Coil
- Panzer AG
- Scandinavian Cock